# 屏山站 (福州)
屏山站（福州話：/piŋ˥˥ naŋ˥˥/）位于中华人民共和国福建省福州市鼓楼区鼓屏路与钱塘巷、冶山路交叉口，是福州地铁1号线的地铁车站，车站于2017年1月6日启用。

## 站名来源
该区域附近有一座山，因山的外形形似屏障、屏风，故得名屏山。

## 车站结构
屏山站为地下二层车站，地下一层为站厅层，站厅东南侧的D出入口旁规划设有文物展示馆，未来将用于展示屏山冶城遗址考古的成果；地下二层为站台层，岛式站台。
| 地面层   | 出入口                               |  | 出入口                   |
| 地下一层 | 站厅                                 |  | 票务服务、自动售票机     |
| 地下二层 | 1                                    |  | 1号线 往象峰（树兜）     |
| 地下二层 | 岛式站台，列车运行方向左侧的车门打开 |  |                          |
| 地下二层 | 2                                    |  | 1号线 往三江口（东街口） |

### 站厅
屏山站站厅位于鼓屏路、钱塘巷与冶山路交叉口下方。车站站厅采用白色直线型吊顶与白色搪瓷板装修，设客服中心1处，位于车站中部，服务设施规划设置智能导乘机三处、自动售货机一处、ATM两处，B出入口通道旁规划设有便利店，D出入口通道设有洗手间与文物展示馆。

#### 艺术墙
屏山站站厅付费区设有一面浮雕艺术墙，名称为《屏山古韵》。其长14米，宽2.85米，采用青石制作。艺术墙展现了屏山站周边华林寺、镇海楼、欧冶池等八个文化景点，而画面中象征吉祥的流云，气韵生动，代表着对福州安宁祥和的美好祈愿。

#### 考古展示厅
2013年，屏山站在修建的过程中曾出土大量汉代屏山冶城遗址文物。后在车站修建过程中，在D出入口通道处预留了110平方米的空间用于展示考古的成果。目前该展示厅尚未开放。

### 站台
屏山站共设置2个分别来往于象峰、三江口的1号线站台，采用岛式站台设计。车站站台采用白色直线型吊顶与白色搪瓷板装修，服务设施规划设有智能导乘机1处、自动售货机1处。

### 出入口与周边
屏山站共设有4个出入口，由于道路狭窄与建筑密集原因，前期仅建设开放西北侧与东南侧的B、D两个出入口，剩余出入口待后续拥有相关条件后继续建设。无障碍电梯设置于D出入口。

#### 出入口样式特色
由于此前屏山站建设时曾发掘出大量文物，D出入口采用以汉阙为原型设计而成的出入口大厅，建筑北半边为出入口，南半边为风亭，中间是冶城公园的入口之一，站亭顶下方的砖块标有“冶城”字样。B出入口为与D出入口风格相协调，采用以标准出入口为基础设计而成的平顶式出入口。
| 屏山站出入口信息            | 屏山站出入口信息 | 屏山站出入口信息 | 屏山站出入口信息                 | 屏山站出入口信息 |
| --------------------------- | ---------------- | ---------------- | -------------------------------- | ---------------- |
| 出入口 地图                 |                  |                  |                                  |                  |
| 编号                        | 设施             | 位置             | 接驳交通                         | 照片             |
| 出口 · B                    |                  | 交叉路口西北侧   | 省林业局、屏山                   |                  |
| 出口 · D                    |                  | 交叉路口东南侧   | 省林业局、省卫健委(省级机关医院) |                  |
| 注： 设有电梯 \| 设有卫生间 |                  |                  |                                  |                  |

## 历史
- 2011年7月，屏山站开始进行考古勘测。[8]
- 2012年4月7日，屏山站开始围挡施工。[9]
- 2012年5月28日，屏山站启动考古工作[10]
- 2012年12月13日，屏山站考古人员在工地施工时意外发掘出大量古代建筑材料及珍贵文物，专家判断该处是2000多年前闽越王城的宫殿遗址。[7]
- 2014年10月26日，屏山站盾构机吊装下井，准备开挖树兜至屏山的隧道区间。[11]
- 2015年2月9日，屏山站至东街口站上行线贯通。[12]
- 2015年8月7日，屏山站开始拆除围挡。[13]
- 2017年1月6日，屏山站投入使用。[1]

## 事故
- 2016年8月9日晚8时许，网友爆料福州地铁屏山站工地疑似发生火灾，现场浓烟滚滚。经调查，起火点位于地铁站负一楼的一间设备房，起火原因是由临时配电箱冒出火星引燃废料所致，该事故并未造成人员伤亡，也未影响地铁施工进展。[14]